# Johannes Matthias Welter
Johannes Matthias Welter (Ordensname: Andreas Welter (OSB)) (* 8. März 1735 in Klüsserath; † 10. September 1809 in Trier) war ein deutscher Abt.

## Leben
Nachdem er 1754 den Baccalar an der Universität Trier erlangt hatte, trat er 1757 in das Benediktinerkloster der Abtei St. Matthias in Trier ein, wo er 1758 die Profess ablegte und 1759 die Priesterweihe empfing. Von 1765 bis 1766 war er Pfarrvikar in St. Medard sowie 1769/71 und 1773 Assessor der Philosophischen Fakultät der Universität Trier. Die Stelle eines Dekans ausübend in den Jahren 1772, 1774 und 1775 wurde er am 7. Juni 1773 zum letzten Abt der Abtei St. Matthias in Trier gewählt. In den Jahren 1774 und 1777 nahm er an den Generalkapiteln der Bursfelder Kongregation teil und hielt an dem letzten den Kapitelssermo „De onere praelatorum“ (deutsch: Von der Last der Vorsteher). Bereits nach kurzer Zeit zeigte sich, dass er in seiner Amtsführung Mängel an Verbindlich- und Erziehungsfähigkeit in Verbindung mit einem übersteigerten Selbstbewusstsein aufwies, was zu immer mehr Starrsinn wurde. Dies führte letztlich zu einer wie es hieß, unseligen Opposition unter Pater Adalbert Reinarts (* 1745). Hierzu schrieb der Theologe und Benediktinermönch Petrus Becker OSB (1914–2009): 

„Der letzte St. Mattheiser Abt, Andreas Welter (1773–1809), kam aufgrund einer früh einsetzenden Krankheit (?), die man wohl als Altersstarrsinn umschreiben kann, kaum zu einer wirksamen äbtlichen Regierung. Schade, daß der Text Sermo ‚De onere Praelatorum‘ vor dem Generalkapitel der Bursfelder Kongregation in Brauweiler (1777) nicht überliefert ist, er könnte wohl einiges über den Zustand seiner Gemeinschaft und auch über ihn selbst durchscheinen lassen. […] Sein Zustand war schon bald so verschlechtert, daß kaum jemand mit seinem Starrsinn auskommen konnte.“

Auch eine Visitation durch die Äbte von St. Martin und St. Marien aus Trier im Januar 1780 erbrachte keine Beruhigung in dieser Angelegenheit. Verstärkt wurden die Wirren noch, als der letzte Trierer Erzbischof Clemens Wenzeslaus 1783 eine Visitation durch den Stiftsdechant von St. Paulin Josef von Pidoll und den Mettlacher Abt Johann Nepomuk Gottbill durchführen ließ, die ein schlechtes Bild des Zustandes der Abtei ergab. Als Ergebnis ließ Erzbischof Wenzeslaus Abt Welter zusammen mit einer Pension auf den Benrather Hof verweisen und unterstellte die Verwaltung des Klosters dem Stiftsdechant Josef von Pidoll und dem Prior Quintin Werner (1722–1798) von der Abtei St. Matthias. Zum Zeitpunkt der Besetzung der Stadt Trier durch französische Revolutionstruppen war Abt Welter wieder nach Trier zurückgekehrt, wo er jedoch durch den späteren ersten Pfarrer von St. Matthias Hubert Becker (1730–1809) brüderlich betreut werden musste. Dieser sorgte auch nach dem Tode Welters für die Ausführung des 1809 ausgestellten und von Napoleon genehmigten Testaments.

## Werk
- Dissertatio Historico-Canonica Ad L. V. Decretalium, Tit 38. De Poenitentiis Et Remissionibus, mit Nicetius Wirstorffer, Dissertation Universität Trier 1775. Luxemburgi Typis Hæredum Andreæ Chevalier 1775 OCLC 1135716254